# Liste der Staatsoberhäupter von Spanien
Die Liste der Staatsoberhäupter von Spanien enthält die Könige und Präsidenten Spaniens, seit der Vereinigung des Königreichs Kastilien mit Aragón im 16. Jahrhundert bis heute.

## Liste

### Königreich Spanien (1516-1873)

#### Haus Habsburg (Casa de Austria)
| Bild | Wappen | Name (Lebensdaten)                                                | Regierungszeit                       | Anmerkungen |
| ---- | ------ | ----------------------------------------------------------------- | ------------------------------------ | --- |
|      |        | Karl I. el César Carlos (* 24. Februar 1500 † 21. September 1558) | 14. März 1516– 16. Januar 1556       | Als Sohn der Königin Johanna der Wahnsinnigen war Karl der Erbe auf die Kronen von Kastilien und Aragón, nebst der mit ihnen assoziierten Königreiche. Wurde nach dem Tod seines Großvaters mütterlicherseits, Ferdinand II. von Aragón, 1516 zum Herrscher über die Reiche der Krone von Aragonien und der Krone von Kastilien, womit die Vereinigung Spaniens besiegelt wurde. Nach dem Tod seines Großvaters väterlicherseits, Kaiser Maximilian I., wurde er 1519 als Karl V. auch Kaiser des Heiligen Römischen Reichs. Dankte zwei Jahre vor seinem Tod ab. |
|      |        | Philipp II. (* 21. Mai 1527; † 13. September 1598)                | 16. Januar 1556– 13. September 1598  | Sohn des Vorgängers. Nannte sich als Erster „König von Spanien“ und wurde 1580 in Personalunion auch König von Portugal (Philipp I.). Hauptepoche der Expansion des spanischen Kolonialreichs in Amerika. Verlust der niederländischen Provinzen und Niederlage gegen England auf See (Untergang der Armada 1588). Erbauer des El Escorial. |
|      |        | Philipp III. (* 14. April 1578; † 31. März 1621)                  | 13. September 1598– 31. März 1621    | Sohn des Vorgängers. Als Philipp II. zugleich König von Portugal. |
|      |        | Philipp IV. (* 8. April 1605; † 17. September 1665)               | 31. März 1621– 17. September 1665    | Sohn des Vorgängers. Als Philipp III. zugleich König von Portugal, das sich 1640 von der spanischen Dynastie löst. |
|      |        | Karl II. (* 6. November 1661; † 1. November 1700)                 | 17. September 1665– 1. November 1700 | Sohn des Vorgängers. Bestimmte seinen Großneffen Philipp von Anjou zum Erben. |

#### HausBourbon-Anjou
| Bild | Wappen | Name (Lebensdaten)                                        | Regierungszeit                     | Anmerkungen |
| ---- | ------ | --------------------------------------------------------- | ---------------------------------- | --- |
|      |        | Philipp V. (* 19. Dezember 1683; † 9. Juli 1746)          | 1. November 1700– 14. Januar 1724  | Urenkel von Philipp IV. Musste den Thron im spanischen Erbfolgekrieg gegen das Haus Habsburg verteidigen. Erzherzog Karl Franz Joseph von Österreich wurde 1703 zum Gegenkönig (Karl III.) proklamiert und konnte ab 1705 Katalonien besetzen. Dessen Nachfolge als römisch-deutscher Kaiser (Karl VI.) begünstigte allerdings das Haus Bourbon, das im Frieden von Utrecht 1713 schließlich die spanische Krone bestätigt bekam. Allerdings mussten Sardinien, Sizilien und Neapel an Habsburg und Savoyen abgetreten werden. Dankte zugunsten seines ältesten Sohnes ab. |
|      |        | Ludwig I. (* 25. August 1707; † 31. August 1724)          | 14. Januar 1724– 31. August 1724   | Sohn des Vorgängers. Starb nach nur wenigen Monaten auf dem Thron. |
|      |        | Philipp V. (* 19. Dezember 1683; † 9. Juli 1746)          | 31. August 1724– 9. Juli 1746      | Bestieg den Thron ein zweites Mal. Gewann 1735 Sizilien und Neapel für das Haus Bourbon zurück. |
|      |        | Ferdinand VI. (* 23. September 1713; † 10. August 1759)   | 9. Juli 1746– 10. August 1759      | Zweiter Sohn von Philipp V. |
|      |        | Karl III. (* 20. Januar 1716; † 14. Dezember 1788)        | 10. August 1759– 14. Dezember 1788 | Bruder des Vorgängers. Zuvor König von Sizilien und Neapel. |
|      |        | Karl IV. (* 11. November 1748; † 20. Januar 1819)         | 14. Dezember 1788– 19. März 1808   | Sohn des Vorgängers. Überließ die Regierung seinem Günstling Manuel de Godoy und wurde deshalb von seinem eigenen Sohn mit der Unterstützung Napoleon Bonapartes zur Abdankung gezwungen. |
|      |        | Ferdinand VII. (* 14. Oktober 1784; † 29. September 1833) | 19. März 1808– 6. Mai 1808         | Sohn des Vorgängers. Stürzte mit Hilfe französischer Truppen seinen Vater, wurde nur wenige Wochen darauf selbst von Napoleon Bonaparte zur Abdankung gezwungen. |

#### Haus Bonaparte
| Bild | Wappen | Name (Lebensdaten)                            | Regierungszeit                  | Anmerkungen                                                                    |
| ---- | ------ | --------------------------------------------- | ------------------------------- | ------------------------------------------------------------------------------ |
|      |        | Joseph I. (* 7. Januar 1768; † 28. Juli 1844) | 6. Juni 1808– 11. Dezember 1813 | Bruder von Napoleon Bonaparte und von diesem als König von Spanien eingesetzt. |

#### HausBourbon-Anjou(erste Restauration)
| Bild | Wappen | Name (Lebensdaten)                                        | Regierungszeit                         | Anmerkungen |
| ---- | ------ | --------------------------------------------------------- | -------------------------------------- | --- |
|      |        | Ferdinand VII. (* 14. Oktober 1784; † 29. September 1833) | 11. Dezember 1813– 29. September 1833  | Nach der Vertreibung der Franzosen aus Spanien im März 1814 wieder als König inthronisiert. Das gesamte spanische Kolonialreich in Südamerika geht in den südamerikanischen Unabhängigkeitskriegen verloren. |
|      |        | Isabella II. (* 10. Oktober 1830; † 9. April 1904)        | 29. September 1833– 30. September 1868 | Tochter des Vorgängers. Wird als fast Dreijährige zur Königin proklamiert. Ihr Nachfolgerecht wird von ihrem Onkel Don Carlos und dessen Anhängern (Carlisten) bestritten, was zu den Carlistenkriegen führt. Die Regierungsgeschäfte führt bis 1840 ihre Mutter Maria Christina, anschließend der vom Parlament gewählte Regent Baldomero Espartero. 1843 wird sie für volljährig erklärt. Beim Beginn der Septemberrevolution 1868 flieht Isabella außer Landes und kehrt erst nach dem Regierungsantritt ihres Sohnes zurück. |

#### Interregnum
| Bild | Wappen | Name (Lebensdaten)                                                      | Regierungszeit                  | Anmerkungen                                   |
| ---- | ------ | ----------------------------------------------------------------------- | ------------------------------- | --------------------------------------------- |
|      |        | Francisco Serrano Domínguez (* 18. September 1810; † 26. November 1885) | 3. Oktober 1868– 3. Januar 1871 | Regent des Königreichs, Cortes Constituyentes |

#### Haus Savoyen
| Bild | Wappen | Name (Lebensdaten)                             | Regierungszeit                     | Anmerkungen |
| ---- | ------ | ---------------------------------------------- | ---------------------------------- | --- |
|      |        | Amadeus I. (* 30. Mai 1845; † 18. Januar 1890) | 4. Dezember 1870– 11. Februar 1873 | Nachfahre von Philipp II. Durch die Cortes Constituyentes zum König eingesetzt, dankte er nach nur zwei Jahren freiwillig wieder ab. |

### Erste spanische Republik (1873-1874)
| Bild | Wappen | Name (Lebensdaten)                                                       | Regierungszeit                    | Anmerkungen |
| ---- | ------ | ------------------------------------------------------------------------ | --------------------------------- | --- |
|      |        | Estanislao Figueras y Moragas (* 13. November 1819; † 11. November 1882) | 11. Februar 1873– 11. Juni 1873   | |
|      |        | Francisco Pi i Margall (* 29. April 1824; † 29. November 1901)           | 11. Juni 1873– 18. Juli 1873      | |
|      |        | Nicolás Salmerón y Alonso (* 10. April 1838; † 20. September 1908)       | 18. Juli 1873– 7. September 1873  | |
|      |        | Emilio Castelar y Ripoll (* 7. September 1832; † 25. Mai 1899)           | 7. September 1873– 3. Januar 1874 | |
|      |        | Francisco Serrano Domínguez (* 18. September 1810; † 26. November 1885)  | 3. Januar 1874– 30. Dezember 1874 | Regiert diktatorisch und löste die Cortes auf. Gegen ihn putscht erfolgreich General Arsenio Martínez-Campos. Mit der anschließenden Restauration des Königreichs endet das Sexenio Revolucionario. |

### Königreich Spanien (1874-1931)

#### HausBourbon-Anjou(zweite Restauration)
| Bild | Wappen | Name (Lebensdaten)                                     | Regierungszeit                       | Anmerkungen |
| ---- | ------ | ------------------------------------------------------ | ------------------------------------ | --- |
|      |        | Alfons XII. (* 28. November 1857; † 25. November 1885) | 30. Dezember 1874– 25. November 1885 | Sohn von Isabella II. |
|      |        | Alfons XIII. (* 17. Mai 1886; † 28. Februar 1941)      | 17. Mai 1886– 14. April 1931         | Ist bereits mit der Geburt de jure König, da sein Vater Alfons XII. vor seiner Geburt verstarb. Seine Mutter Maria Christina regiert bis zur vorgezogenen Volljährigkeit ihres Sohnes 1902 als Regentin. Spanien verliert 1898 im Spanisch-Amerikanischen Krieg die letzten Überseekolonien. 1923 etabliert General Miguel Primo de Rivera mit Billigung des Königs eine Militärdiktatur. Den Gemeindewahlen 1931 und der Proklamation der Republik am 14. April folgt die Flucht des Königs. |

### Zweite spanische Republik (1931-1939)
| Bild | Wappen | Name (Lebensdaten)                                        | Regierungszeit                  | Anmerkungen |
| ---- | ------ | --------------------------------------------------------- | ------------------------------- | --- |
|      |        | Niceto Alcalá Zamora (* 6. Juli 1877; † 18. Februar 1949) | 10. Dezember 1931– 11. Mai 1936 | |
|      |        | Manuel Azaña (* 10. Januar 1880; † 3. November 1940)      | 11. Mai 1936– 3. März 1939      | 1936 Ausbruch des Spanischen Bürgerkriegs, am 24. Juli proklamiert General Emilio Mola in Burgos eine nationalistische Gegenregierung, die Junta de Defensa Nacional. |

### Derfranquistische Staat(1936-1975)
| Bild | Wappen | Name (Lebensdaten)                                         | Regierungszeit                     | Anmerkungen |
| ---- | ------ | ---------------------------------------------------------- | ---------------------------------- | --- |
|      |        | Francisco Franco (* 4. Dezember 1892; † 20. November 1975) | 1. Oktober 1936– 20. November 1975 | Siegt bis 1939 im Bürgerkrieg und beseitigt die Republik. Regiert bis zu seinem Tod diktatorisch über den spanischen Staat, den er 1946 als Königreich wiederherstellt, ohne einen König zu benennen. |

### Königreich Spanien (ab 1975)

#### HausBourbon-Anjou(dritte Restauration)
| Bild | Wappen | Name (Lebensdaten)                | Regierungszeit                   | Anmerkungen |
| ---- | ------ | --------------------------------- | -------------------------------- | --- |
|      |        | Juan Carlos I. (* 5. Januar 1938) | 22. November 1975– 19. Juni 2014 | Enkel von Alfons XIII. Von General Franco im Jahr 1948 zum Thronfolger designiert, besteigt nach dessen Tod 1975 den Thron. Unterstützt in den folgenden Jahren die Demokratisierung Spaniens und stellt sich 1981 dem Putschversuch von Teilen der Guardia Civil und des Militärs vom 23. Februar (23-F) entgegen. Dankt 2014 zugunsten seines Sohnes Felipe ab. Im August 2020 verlässt Juan Carlos nach Korruptionsvorwürfen Spanien. Seither lebt er in den Vereinigten Arabischen Emiraten. |
|      |        | Felipe VI. (* 30. Januar 1968)    | 19. Juni 2014– amtierend         | Sohn von Juan Carlos I. |

## Thronfolgerin
Die derzeitige Kronprinzessin und damit designierte Erbin des spanischen Throns ist die älteste Tochter Felipes VI., Infanta Leonor de Borbón y Ortiz (* 31. Oktober 2005).